# Tim DeKay
Tim DeKay, nato Timothy Robert DeKay (Lansing, 12 giugno 1963), è un attore statunitense.

## Biografia
Nato a Lansing, nei pressi di Ithaca (New York) cresce nella regione dei Finger Lakes, dove tuttora risiede sua madre Jill. Il padre Jim invece vive nella Carolina del Nord. Ha un fratello di nome Jamey. Negli anni universitari frequenta attivamente le squadre di pallacanestro e baseball con discreti risultati. All'ultimo anno prende parte ad una rappresentazione di Oliver! nel ruolo di Fagin. Frequenta il Moyne College e studia economia e filosofia, oltre a continuare con il gioco del baseball. Una volta laureato in economia e commercio nel 1985, lavora come impiegato in un'azienda a Syracuse dopodiché frequenta un corso per regista all'Università di Syracuse. DeKay ha conseguito un Master of Fine Arts alla Rutgers University del New Jersey.
Attualmente vive in California con sua moglie Elisa Taylor, attrice anche lei; la coppia ha due figli.
Prima di darsi alla carriera televisiva, DeKay ha preso parte a numerose rappresentazioni teatrali off-Broadway tra le quali Billy Budd e Il mercante di Venezia. Nel corso della sua carriera ha preso parte a numerose serie televisive tra le quali Seinfeld (1996), Cinque in famiglia (1997-1999), Everwood (2003), Carnivàle (2005), 4400 (2007) e Tell Me You Love Me - Il sesso. La vita (2007). Altre famose serie TV in cui è apparso sono Un detective in corsia, Ally McBeal, CSI - Scena del crimine, CSI: Miami, Cold Case - Delitti irrisolti, Numb3rs e Scrubs - Medici ai primi ferri, NCIS - Unità anticrimine.
Nel 2001 interpreta il ruolo di un agente nel film Codice: Swordfish accanto a John Travolta e Halle Berry e nel 2008 recita, sempre nel ruolo di un agente segreto accanto a Steve Carell nel film Agente Smart - Casino totale. La svolta per la sua carriera arriva nel 2009 quando gli viene affidato il ruolo dell'agente dell'FBI Peter Burke nella serie TV White Collar, accanto a Matt Bomer.

## Filmografia

### Cinema

#### Attore
- Tre vite allo specchio (If These Walls Could Talk), regia di Nancy Savoca/Cher (1996)
- The Prospector, regia di Owen Renfroe (1998)
- The Pentagon Wars, regia di Richard Benjamin (1998)
- Almost Heroes, regia di Christopher Guest (1998)
- Buddy Boy, regia di Mark Hanlon (1999)
- Il corvo 3 - Salvation (The Crow: Salvation), regia di Bharat Nalluri (2000)
- Big Eden, regia di Thomas Bezucha (2000)
- Nice Guys Finish Last, regia di Robert B. Martin Jr. - cortometraggio (2001)
- Codice: Swordfish (Swordfish), regia di Dominic Sena (2001)
- Duetto a tre (The Third Wheel), regia di Jordan Brady (2002)
- Control, regia di Tim Hunter (2004)
- Kidnapped - Il rapimento (The Chumscrubber), regia di Arie Posin (2005)
- Walkout, regia di Edward James Olmos (2006)
- La forza del campione (Peaceful Warrior), regia di Victor Salva (2006)
- The Far Side of Jericho, regia di Tim Hunter (2006)
- Naked Under Heaven, regia di William Bilowit (2007)
- Randy and the Mob, regia di Ray McKinnon (2007)
- Agente Smart - Casino totale (Get Smart), regia di Peter Segal (2008)
- Political Disasters, regia di Zach Horton (2009)
- This Monday, regia di Tim DeKay - cortometraggio (2009)
- Oppenheimer, regia di Christopher Nolan (2023)

#### Regista
- This Monday - cortometraggio (2009)

### Televisione
- SeaQuest DSV – serie TV, 3 episodi (1993-1995)
- L'anello (The Ring), regia di Armand Mastroianni (1996) – film TV
- Five Houses, regia di Todd Holland (1998) – film TV
- Champs – serie TV, 1 episodio (1996)
- Townies – serie TV, 1 episodio (1996)
- Common Law – serie TV, 1 episodio (1996)
- Seinfeld – serie TV, 1 episodio (1996)
- Grace Under Fire – serie TV, 1 episodio (1996)
- The Larry Sanders Show – programma TV, 1 episodio (1997)
- The Naked Truth – serie TV, 1 episodio (1997)
- Il tocco di un angelo (Touched by an Angel) – serie TV, 1 episodio (1997)
- Night Sins - serie TV, 1 episodio (1997)
- Invasion – serie TV, 1 episodio (1997)
- Un detective in corsia (Diagnosis Murder) – serie TV, 1 episodio (1997)
- Ellen – serie TV, 1 episodio (1998)
- Caroline in the City – serie TV, 2 episodi (1998)
- Cupid – serie TV, 1 episodio (1998)
- Brimstone – serie TV, 1 episodio (1998)
- The Practice - Professione avvocati (The Practice) – serie TV, 1 episodio (1999)
- Jarod il camaleonte (The Pretender) – serie TV, 1 episodio (1999)
- Cinque in famiglia (Party of Five) – serie TV, 12 episodi (1997-1999)
- God, the Devil and Bob – serie TV, 1 episodio (2000)
- Sports Night - serie TV, 2 episodi (1999-2000)
- Chestnut Hill, regia di Don Scardino (2001) – film TV
- Taking Back Our Town, regia di Sam Pillsbury (2001) – film TV
- Honey Vicarro – programma TV (2001)
- La signora in giallo - L'ultimo uomo libero (The Last Free Man) – film TV, regia di Anthony Pullen Shaw (2001)
- Thieves – serie TV, 1 episodio (2001)
- Ally McBeal – serie TV, 1 episodio (2002)
- Friends – serie TV, 1 episodio (2002)
- Malcolm (Malcolm in the Middle) – serie TV, episodio 4x01 (2002)
- Pauly – serie TV (2003)
- Welcome to the Neighborhood – serie TV (2003)
- Everwood – serie TV, 3 episodi (2002-2003)
- Senza traccia (Without a Trace) – serie TV, 1 episodio (2004)
- Carnivàle – serie TV, 24 episodi (2003-2005)
- CSI - Scena del crimine (CSI: Crime Scene Investigation) – serie TV, 1 episodio (2005)
- My Name Is Earl – serie TV, 2 episodi (2006)
- Standoff – serie TV, 1 episodio (2006)
- Cold Case - Delitti irrisolti (Cold Case) – serie TV, episodio 4x02 (2006)
- Hidden Palms – serie TV, 1 episodio (2007)
- 4400 (The 4400) – serie TV, 2 episodi (2007)
- Numb3rs – serie TV, 1 episodio (2007)
- Tell Me You Love Me - Il sesso. La vita (Tell Me You Love Me) – serie TV, 10 episodi (2007)
- NCIS - Unità anticrimine (NCIS) - serie TV, episodio 6x03 (2008)
- The Cleaner – serie TV, 1 episodio (2008)
- CSI: Miami – serie TV, 1 episodio (2008)
- The Russell Girl - Una vita al bivio (The Russell Girl), regia di Jeff Bleckner – film TV (2008)
- Monster Ark - La profezia (Monster Ark), regia di Declan O'Brien (2008) – film TV
- La complicata vita di Christine (The New Adventures of Old Christine) – serie TV, 3 episodi (2008)
- Scrubs - Medici ai primi ferri – serie TV, 1 episodio (2009)
- White Collar - serie TV, 81 episodi (2009-2014) – Peter Burke
- Chuck – serie TV, episodio 5x08 (2011)
- Body of Proof – serie TV, episodio 3x03 (2013)
- Revenge – serie TV, episodio 3x19 (2014)
- Agents of S.H.I.E.L.D. – serie TV, episodi 2x06 e 2x08 (2014)
- Second Chance – serie TV (2016)
- Lucifer – serie TV, episodi 2x12 e 2x13 (2017)
- American Crime – serie TV, 6 episodi (2017)
- Here and Now - Una famiglia americana – serie TV, 5 episodi (2018)
- FBI: Most Wanted – serie TV, episodio 3x05 (2021)
- 1923 – serie TV, episodi 1x01-1x02-1x03 (2022-2023)

## Doppiatori italiani
Nelle versioni in italiano delle opere in cui ha recitato, Tim DeKay è stato doppiato da:
- Giorgio Locuratolo in Tell Me You Love Me - Il sesso. La vita, 1923, Oppenheimer
- Alberto Angrisano in Scrubs - Medici ai primi ferri, Bosch: L'eredità
- Antonio Sanna in White Collar, Second Chance
- Massimo Lodolo in Jarod il camaleonte
- Christian Iansante ne Il corvo 3 - Salvation
- Natale Ciravolo in Ally McBeal
- Nino D'Agata in CSI - Scena del crimine[3]
- Carlo Valli in CSI: Miami
- Luciano Roffi in Everwood
- Roberto Pedicini in Senza traccia
- Gianni Bersanetti in Carnivàle
- Vittorio Guerrieri in Cold Case - Delitti irrisolti
- Massimo Bitossi in NCIS - Unità anticrimine
- Maurizio Reti in Kidnapped - Il rapimento
- Gino La Monica in Numb3rs
- Tony Sansone in La forza del campione
- Massimo Rossi in Chuck
- Paolo Maria Scalondro in Body of Proof
- Stefano De Sando in Agents of S.H.I.E.L.D.
- Davide Marzi in American Crime
- Gianni Giuliano in Lucifer
- Sergio Lucchetti in FBI: Most Wanted